# さそり座18番星
さそり座18番星はさそり座領域にある地球から45.7光年離れた恒星である。さそり座18番星は多くの物理的性質が太陽と似ている。
Cayrel de Strobelは論文中で「最も太陽に似た恒星」に分類している。またPorto de Melloとda Silvaはこの恒星をソーラーツイン としている。これらの性質から、複数の研究において、この恒星系は生命探査に適しているとする研究者もいる。惑星は発見されていない。

## 恒星の特徴

### 太陽との比較
さそり座18番星は黄色い主系列星でありスペクトルおよび光度分類 G2Vaである。MeléndezとRamírezはこの恒星の金属量を太陽の1.1倍と推定した。
2002年のLockwoodの論文によれば、この恒星の測光観測上の特性は太陽によく似ている。その活動周期による光度変動幅は0.09%で、これまでの太陽活動周期で観測された太陽の光度変化幅にほぼ等しい。恒星のスペクトル吸収線の形状の非対称性と偏光がゼーマン効果によって変化することを応用して磁場の分布と強度を図示する「ゼーマンドップラーイメージング」を用い、Petitらはこの恒星表面の磁場を検知し、その強度や分布が太陽のそれと非常に似ていることを明らかにした 。ただし、さそり座18番星の活動周期は約7年で太陽よりも短く、彩層の活動レベルは太陽より高い。太陽と同じように、彩層より外側には高温のコロナがあり、その温度は150--200万Kとされる。
さそり座18番星の金属量は太陽よりわずかに高いだけだが、リチウムの量は約3倍と高い。このことから、MeléndezとRamírezはさそり座18番星を「準ソーラーツイン」としている。ソーラーツイン は（たとえばHIP 56948のように）どの数値を見ても観測誤差レベルの違いしかないほど、太陽に非常によく似た恒星を示す言葉である。
さそり座18番星の年齢は約29億年で、約46億年の太陽と同じ最も安定した進化段階にはまだ到達していないと考えられる。

### 生命の存在可能性
2003年9月、アリゾナ州立大学の宇宙生物学者マーガレット・ターンブル は HabCatの中でこの星を最も生命の存在可能性が高い恒星の一つとし、ジル・ターターと共に地球外知的生命体探査の最も優先度の高い対象25天体の一つとして挙げた。
さそり座18番星は単独星であり、これまでのところ視線速度観測によっても惑星は検知されていない。スピッツァ―宇宙望遠鏡の観測装置IRSやMIPSを使った観測データの分析では、星周塵に起因するような赤外超過は検知されなかった。